# Dargaud
Dargaud (tidigare Dargaud Éditeur) är ett franskt serieförlag, grundat 1936.
Sedan 1988 ägs Dargaud av det fransk-belgiska mediekonglomeratet Média-Participations. Idag (2010) är det franska serieförlaget ett av fem fransk-språkiga förlagshus, tre produktions/distributionsförlag för film/TV, tre audio-visuella produktionsbolag och en TV-spelsproducent som tillsammans bildar Groupe Dargaud (Dargaud-gruppen).

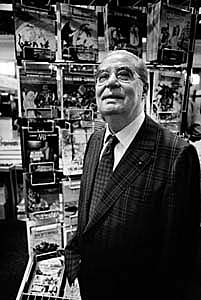
Förlagsgrundaren Georges Dargaud (1988).

## Historik – tryckta medier

### Bakgrund
Dargaud började sin bana som ett bok- och tidningsförlag, grundat 1936 av Georges Dargaud. Man publicerades första gången tecknade serier 1943. 1948 startade man Line, en "tidning för eleganta kvinnor", och samma år påbörjade man utgivningen av den franska versionen av den belgiska serietidningen Tintin (båda tidningarna gavs ut på franska, till skillnad från deras nederländskspråkiga systertidning Kuifje, 1946–93). 1960 köpte man den nystartade serietidningen Pilote och tog ungefär samtidigt hand om albumutgivningen av Asterix. Första Asterix-albumet trycktes i 6 000 exemplar, innan upplagorna i mitten av årtiondet steg upp i miljonklassen.

### Senare år
1974 lades utgivningen av Pilote över från vecko- till månadsutgivning, delvis på grund av konkurrensen från nystartade vuxenserietidningar. Samtidigt experimenterade Dargaud med fler serietidningstitlar, men de nystartade Achille Talon och Lucky Luke nådde inte sina läsare utan tvangs läggas ner inom ett år. Serierna från båda tidningarna återkom därefter till Pilote. Dargaud tog senare över utgivningsrättigheterna till vuxenserietidningen Charlie Mensuel (som lagts ner 1981) och återstartade denna 1982. Fyra år senare fick man dock lov att slå ihop tidningen med Pilote.

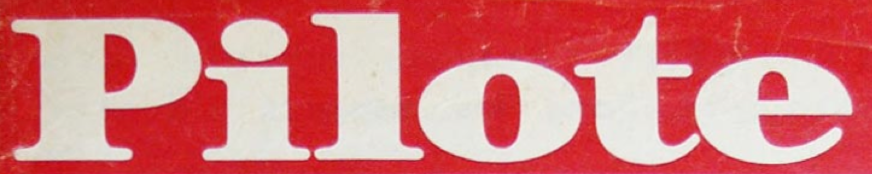
Pilote var under många år serieförlaget Dargauds främsta skyltfönster.

Pilote gavs ut fram till 1989. Tidningen är inte officiellt nedlagd men har sedan dess endast utkommit med enstaka "årsnummer".
Sedan 1988 ägs Dargaud av mediakonglomeratet Média-Participations. Numera är man därför systerbolag till tidigare konkurrenterna Le Lombard och Dupuis.

### Produktion och betydelse
I förlagets utgivning återfinns serier som Blake och Mortimer, Blueberry, Lucky Luke (genom Lucky Comics), XIII och Linda och Valentin. Asterix kom från början ut i albumform på Dargaud men ägs idag av Albert Uderzos förlag Les Éditions Albert René.
1984 var Dargaud det största europeiska serieförlaget (av seriealbum) med en årsproduktion på cirka 20 miljoner album utgivna på franska och andra språk. Det året hade man en distribuerad katalog på sammanlagt 1 500 album. 2013 hade Dargaud tillsammans med sina systerförlag en omsättning på samma 20 miljoner seriealbum, vilket då motsvarande 60 procent av hela den europeiska produktionen.

## Animation (Dargaud Media)
1994 utökades verksamheten då man köpte upp videodistributören Citel. De var specialister på animation och skötte videoutgivning av filmer baserade på Tintin, le Père Castor, Asterix, Lucky Luke, Beatrix Potter, Smurfarna med flera.
Därefter köpte man upp bolagen Marina Productions (1997) och Millésime Productions (1998), vilka båda ägnade sig åt produktion av animerade filmer för TV. 1999 slogs de här bolagen samma till Dargaud-Marina.
2003 förvärvades bolaget Ellipsanime, inblandat i animerade produktioner med bland andra Tintin, Babar, Bécassine och Corto Maltese. Andra tecknade titlar som nu kom ut som animation under Dargaud-flagg var Gustaf, Bullen och Linda & Valentin.

### Animerade produktioner
- 1990 – Lucky Luke – 52 avsnitt à 26 minuter
- 1997 – Enigma – 52 x 26'
- 1997 – Little Hippo – 52 x 13'
- 1998 – Princess of the Nile – 26 x 26'
- 1998 – Michel Strogoff – 1 x 75'
- 2000 – The Last Reserve – 26 x 26'
- 2000 – Roma – 26 x 26'
- 2000 – Peter Swift & the Little Circus – 26 x 26'
- 2001 – Lucky Lukes nya äventyr – 52 x 26'
- 2002 – Lost World of Sir Arthur Conan Doyle – 26 x 26'
- 2002 – Jacques Cousteau's Ocean – 26 x 26'
- 2002 – Kitou the Six-Eyed Monster – 52 x 13'
- 2004 – Black Mor's Treasure – 1 x 81'
- 2004 – Bullen – 104 x 6'
- 2007 – Linda och Valentin – 40 x 26'
- 2008 – Gustaf – 52 x 11'